# Saki Hiwatari
Saki Hiwatari (日渡 早紀 Hiwatari Saki?) es una mangaka japonesa. Sus trabajos pertenecen a la demografía shōjo y son historias generalmente de comedia, drama y romance. Debutó con su historia Mahōtsukai wa shitte iru en 1981, que ganó el segundo premio en la sexta edición de los Premios Hakusensha Athena para Nuevos Talentos.
Es conocida principalmente por ser la autora de Please Save My Earth, aunque tiene otras obras importantes como Global Garden y Tower of The Future.

## Trabajos
Las obras de Saki Hiwatari han sido publicadas en diferentes revistas de la editorial Hakusensha, como Hana to Yume y MELODY.
- Serie Saki (1982-1985).

Los capítulos de esta serie fueron publicados en las revistas Hana to Yume y Bessatsu Hana to Yume, y se recopilaron en dos tomos únicos. La edición bunko contiene, además de los dos tomos únicos, la historia con la que debutó Saki Hiwatari, Mahōtsukai wa shitte iru (魔法使いは知っている), y una historia extra, Neko nanka daikirai (猫なんか大嫌い).
- Hoshi wa, Subaru. (星は、すばる。). Tomo único publicado en 1984.
- Mugen Kidō (無限軌道). Tomo único publicado en 1985.

- Serie Akuma-kun (1982-1986).

Los capítulos de esta serie fueron publicados en la revista Hana to Yume. Originalmente, iba a contar con 12 volúmenes, pero al final acabaron siendo solamente 7. Cuenta con una edición bunko de 4 volúmenes.
- Akuma-kun ni Onegai (アクマくんにお願い). Tomo único publicado en 1983.
- Akuma-kun Boku wa Tenshi ni Naritai (アクマくん ぼくは天使になりたい). Tomo único publicado en 1984.
- Akuma-kun Black・Minion (アクマくん ブラック・ミニオン). Tomo único publicado en 1984.
- Akuma-kun Mahou BITTER (アクマくん 魔法 BITTER). Cuatro volúmenes publicados entre 1985 y 1987.

- Serie Kioku Senmei (1984-1999).

Los capítulos de esta serie fueron publicados en las revistas Hana to Yume, Hana Yume EPO y Bessatsu Hana to Yume. Consta de dos tomos únicos, los cuales exploran historias diferentes.
- Kioku Senmei (記憶鮮明). Tomo único publicado en 1985.
- Guuzen ga Nokosu Mono - Kioku Senmei II (偶然が残すもの - 記憶鮮明II). Tomo único publicado en 2001. Recopila tres historias independientes no directamente relacionadas con el primer volumen. Fue publicado en España bajo el nombre de Imposiciones del Destino - La Historia de Mikuro, gracias a la editorial MangaLine Ediciones.

- Please Save My Earth (1986-1994)
  - Nombre original: ぼくの地球を守って (Boku no Chikyū o Mamotte).

Fue publicado en la revista Hana to Yume. Consta de 21 volúmenes en su edición original, 12 volúmenes en su edición bunko, y 10 en su edición aizoban.
- Tower of the Future (1994-1999)
  - Nombre original: 未来のうてな (Mirai no Utena).

Fue publicado en la revista Hana to Yume. Cuenta con 11 volúmenes en su edición original, y 5 volúmenes en su edición bunko.
- Cosmo na Bokura! (1999-2001)
  - Nombre original: 宇宙なボクら! (Uchū na Bokura!).

Fue publicado en la revista Hana to Yume. Cuenta con 4 volúmenes en su edición original, y 2 volúmenes en su edición bunko.
- 'Global Garden (2001-2005)
  - Nombre original: GLOBAL GARDEN.

Fue publicado en la revista Hana to Yume. Cuenta con 8 volúmenes en su edición original, y 4 volúmenes en su edición bunko.
- Envuelto por el resplandor de la Luna (2003-2015)
  - Nombre original: ボクを包む月の光 (Boku o Tsutsumu Tsuki no Hikari).

Es la secuela de Please Save My Earth. Fue publicado en las revistas Hana to Yume y Bessatsu Hana to Yume. Cuenta con 15 volúmenes.
- I sing with the Earth (2015-Actualidad)
  - Nombre original: ぼくは地球と歌う(Boku wa Chikyū to Utau).

Es la segunda secuela de Please Save My Earth. Se encuentra actualmente en publicación, contando por ahora con 7 volúmenes. Comenzó a publicarse en Bessatsu Hana to Yume, pero más tarde pasó a la revista MELODY.

## Trabajos publicados en España
| Manga                                            | Editorial                           | Nº de volúmenes | Años en publicación | Completada     |
| ------------------------------------------------ | ----------------------------------- | --------------- | ------------------- | -------------- |
| Please Save My Earth                             | MangaLine Ediciones                 | 7               | 2001 - 2002         | No             |
| Please Save My Earth                             | MangaLine Ediciones (nueva edición) | 17*             | 2004 - 2006         | No             |
| Please Save My Earth                             | Panini Manga                        | 12              | 2023 - Actualidad   | En publicación |
| Imposiciones del Destino - La Historia de Mikuro | MangaLine Ediciones                 | Tomo único      | 2006                | Sí             |
| Envuelto por el resplandor de la Luna            | MangaLine Ediciones                 | 2               | 2006                | No             |
| Global Garden                                    | Panini Manga                        | 8               | 2005                | Sí             |

* La segunda edición de MangaLine Ediciones abarcó los volúmenes del 1 al 2 y del 7 al 21.